# 韦里耶尔 (夏朗德省)
韦里耶尔（法語：Verrières，法語發音：[vɛʁjɛʁ] ⓘ）是法国夏朗德省的一个市镇，属于干邑区。

## 地理
韦里耶尔（45°34'16"N, 0°16'1"W）面积13.37 平方千米，位于法国新阿基坦大区夏朗德省，该省份为法国西部内陆省份，北起德塞夫勒省和维埃纳省，东临上维埃纳省，东南至多尔多涅省，南至多爾多涅省，西接滨海夏朗德省。
与韦里耶尔接壤的市镇（或旧市镇、城区）包括：克里特伊-拉马格德莱娜、瑞亚克勒科克、内河畔圣福尔、内河畔圣帕莱、利涅尔-昂布勒维尔。

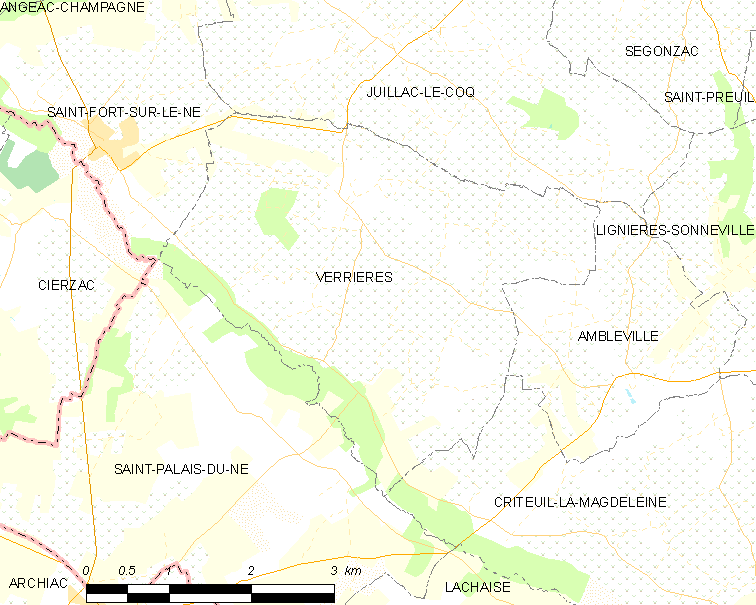
的OSM定位图

韦里耶尔的时区为UTC+01:00、UTC+02:00（夏令时）。

## 行政
韦里耶尔的邮政编码为16130，INSEE市镇编码为16399。

## 政治
韦里耶尔所属的省级选区为夏朗德-香槟县。

## 人口

1962-2008年间人口变化图示

韦里耶尔于2022年1月1日时的人口数量为321人。